# ダードラー・ナガル・ハヴェーリーおよびダマン・ディーウ連邦直轄領
ダードラー・ナガル・ハヴェーリーおよびダマン・ディーウ連邦直轄領（ヒンディー語: दादरा और नगर हवेली और दमन और दीव、英語: Dadra and Nagar Haveli and Daman and Diu、ポルトガル語: Dadrá e Nagar Aveli e Damão e Diu、マラーティー語: दादरा व नगर हवेली आणि दमण व दीव、グジャラート語: દાદરા અને નગરહવેલી અને દમણ અને દીવ）は、インド西部に位置する連邦直轄領。首府はダマン。面積は602平方キロメートル、人口は約59万人（2011年国勢調査）、約62万人（2020年推定）。
2020年1月、ダードラーおよびナガル・ハヴェーリー連邦直轄領とダマン・ディーウ連邦直轄領が合併し発足した。

## 歴史
20世紀中頃までポルトガルの植民地で、ゴア（現在のゴア州）と共にポルトガル領インドを構成していた。
1954年、ダードラーとナガル・ハヴェーリーは親インド派住民によって占領され、自由ダードラーおよびナガル・ハヴェーリーが樹立された。彼らはインドへの編入を要求し、1961年8月11日にダードラーおよびナガル・ハヴェーリー連邦直轄領としてインドに編入された。
1961年12月、インドはゴア、ダマン、ディーウへ軍事侵攻を実施、これを併合しゴア、ダマンおよびディーウ連邦直轄領とした。
1987年5月30日、ゴアが単独で州へ昇格したことに伴い、ダマン・ディーウ連邦直轄領へ改編された。
2019年11月26日、ダードラーおよびナガル・ハヴェーリーとダマン・ディーウの両連邦直轄領を合併する法案が国会へ提出され、11月27日にローク・サバー（下院）で、12月3日にラージヤ・サバー（上院）でそれぞれ可決される。翌2020年1月26日に合併法が施行され、ダードラー・ナガル・ハヴェーリーおよびダマン・ディーウ連邦直轄領が成立した。

## 地理
ダードラー、ナガル・ヴェーリー、ダマン、ディーウの4地域から成り立つ。ただしお互いは接しておらず、飛び地状となっている。ディーウを除く3地域は接近しており、ダマン川沿いにある。またナガル・ハヴェーリーを除く3地域は、グジャラート州に囲まれている。人口はいずれも2011年の国勢調査に基づく。
- ダードラー（英語版）：ダマンとナガル・ハヴェーリーの中間に位置する内陸の町。面積は約30平方キロメートル。
- ナガル・ハヴェーリー（英語版）：連邦直轄領では最も南東にある、内陸部の地域。北をグジャラート州、南をマハーラーシュトラ州と接し、面積は約450平方キロメートルで最も大きい。主な都市はスィルヴァーサー。マーグヴァル（英語版）というグジャラート州の飛び地がある。
- ダマン地域（英語版）：カンバート湾沿い、ダマン川の河口の地域。面積は72平方キロメートル、人口は約19万人。主な都市は首府でもあるダマン。
- ディーウ地域（英語版）：カーティヤーワール半島に位置する地域。ダマンとはカンバート湾を挟んだ対岸にあり、直線距離で200キロメートルほど離れている。面積は39平方キロメートル、人口は5万人ほど。主な都市はディーウ。

## 県
合併前のものを引き継いだ、3つの県が設置されている。
| 県                                   | 県都             | 面積 （km2） | 人口 （2011年） |
| ------------------------------------ | ---------------- | ------------ | --------------- |
| ダードラーおよびナガル・ハヴェーリー | スィルヴァーサー | 491          | 343,709         |
| ダマン県                             | ダマン           | 72           | 191,173         |
| ディーウ県                           | ディーウ         | 39           | 52,074          |